# Молдова (регіон)

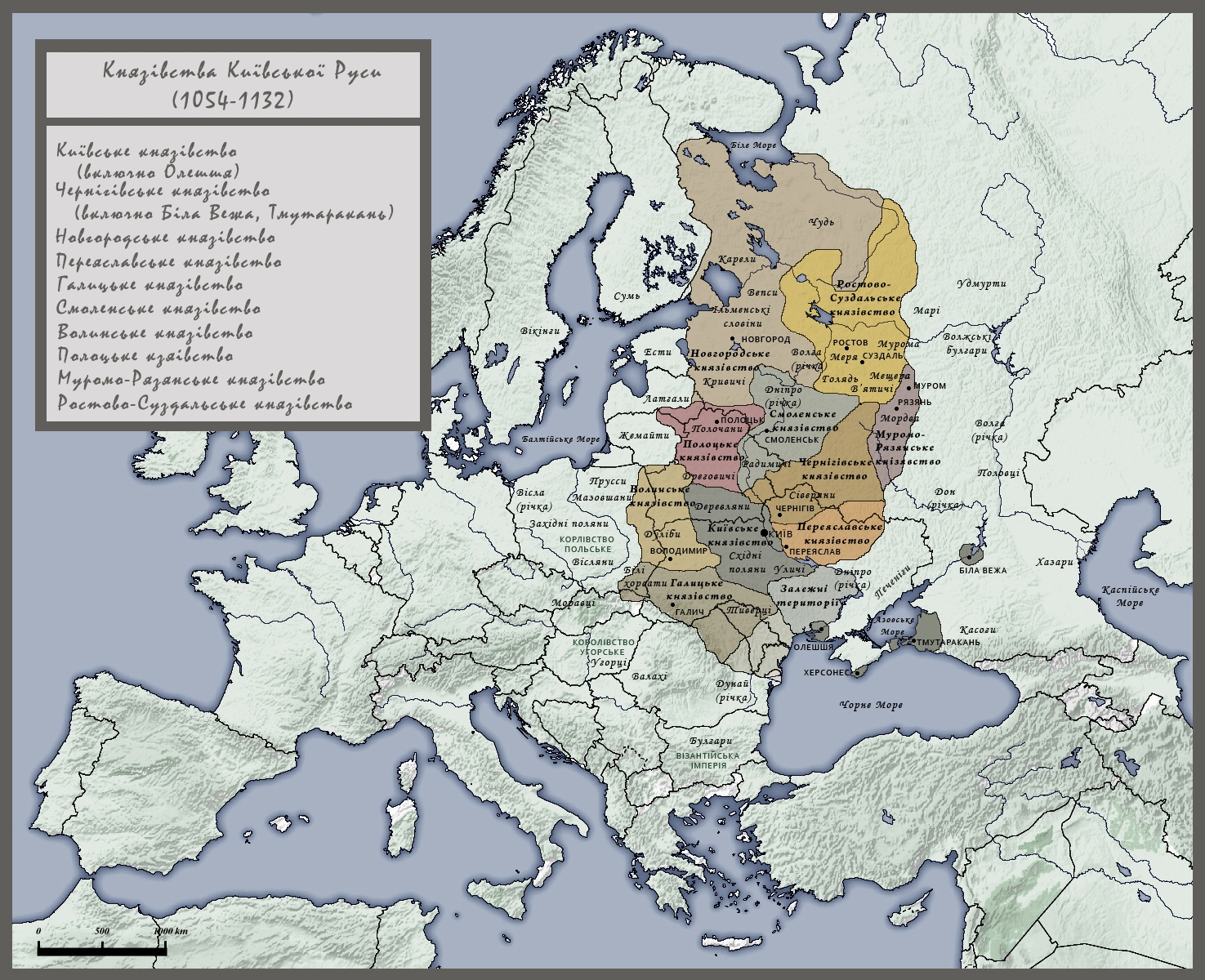
Русо-Влахія у складі Київської Русі

Молдова (рум. Moldova) — історичний регіон в Центральній Європі на території колишнього Молдавського князівства, на сьогодні входить до складу Румунії, Молдови і України. Поділяється на такі регіони як Бессарабія, Буковина, Західна Молдова, Буджак.
Також відомий під назвою Богданія, як дали османи нинішній Молдові від імені правителя Богдана, який утворив на колишніх південно-західних теренах Королівства Русі окреме князівство. Хоча населення цього регіону здавна, історично, вживало назву Русо-Влахія або Молдова, османи використовували назву «Boğdan» на честь воєводи, що правив тут у 1359—1365 роках.

## Історія

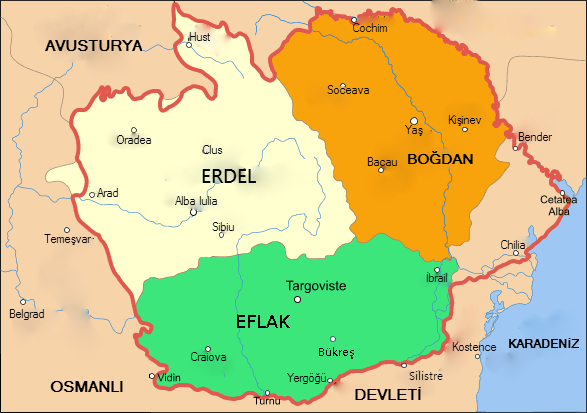
Богданія (Молдова), Ефлак (Волощина) і Ердель (Трансильванія)

Оригінальною назвою цього регіону було Русо-Влахія та Молдова. У ХІІІ — поч. XIV ст. частина Молдавського князівства входила до складу Королівства Русі, ще за часів короля Данила та його сина Лева. У 1334 р. в грамоті Короля Русі Юрія II згадується «вірний вельможа» Олександр Молдавович, що в той час урядував в Русо-Влахії.
Після розпаду Королівства Русі, на його південних околицях в третій чверті XIV ст місцевим руським боярами та прийшлим волоським лицарством було утворено Молдавське господарство (Русо-Влахію), що перебувало спочатку в залежності від короля Угорщини, Русі і Польщі Людовика, а від 1387 р. мало ленний зв'язок з Королем Польщі, Володарем та спадкоємцем Русі.
Після захоплення цих земель Османською імперією, їх було перейменовано на Богданію.
Крім того в історичних турецьких джерелах того часу є згадки про Молдаву як «Boğdan Iflak» (Богданівська Волощина) та «Kara-Boğdan» (Чорна Богданія).
Пізніше, частина Богданії, на захід від річки Прут, відійшла до з Ефлаку (Волощини), що у 1859 році утворили Королівство Румунії. З часом також приєднався Трансильванський регіон, який османи називали Ердель.
Частина Богданії на схід від річки Прут була окупована Російською імперією в 1812 році й отримала назву Бесарабія. Таким чином, були визначені кордони сьогоднішньої Румунії та Молдови.